# Amadeus van Neuchâtel
Amadeus van Neuchâtel (overleden op 3 februari 1288) was van 1263 tot aan zijn dood graaf van Neuchâtel.

## Levensloop
Amadeus was de zoon van graaf Rudolf III van Neuchâtel en diens echtgenote Sibylle, dochter van heer Diederik III van Montbéliard. 
Na de dood van zijn vader in 1263 werd hij samen met zijn broers Ulrich IV en Hendrik graaf van Neuchâtel. De drie broers disputeerden over de verdeling van de landerijen van hun vader en na bemiddeling van Diederik III van Montbéliard werd op 8 augustus 1270 het graafschap Neuchâtel verdeeld. Amadeus, Hendrik en Ulrich IV kregen elk een deel van Neuchâtel, maar Ulrich en Hendrik moesten dan wel Amadeus huldigen.
Zijn broers Ulrich IV en Hendrik stierven in 1278 en 1283 kinderloos, waarna Amadeus alleen aan het hoofd kwam van het graafschap Neuchâtel. Hij stierf in februari 1288.

## Huwelijk en nakomelingen
Amadeus huwde met Jordanna, vrouwe van Belmont en dochter van heer Aymon I van La Sarraz. Ze kregen volgende kinderen:
- Rudolf IV (1274-1343), graaf van Neuchâtel
- Guillemette (1260-1317), gravin van Montbéliard, huwde in 1282 met Reinoud van Bourgondië
- Alix, huwde in 1329 met Ulrich van Porta
- Margaretha (overleden in 1331), abdis van La Maigrauge
- Sibylle
- Agnes (overleden in 1344), zuster van Le Sauvement
- Nicole, zuster van Baume